# 伞兵奖章

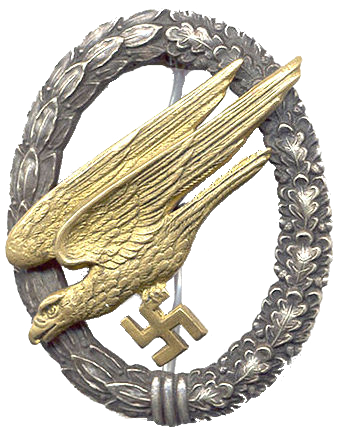
伞兵奖章

伞兵奖章（Fallschirmschützenabzeichen）是納粹德國设立的一项表彰已完成跳伞训练的德意志國防軍和武装党卫队人员的奖章。1936年11月5日，赫尔曼·戈林下令设立该章。